# Bekhmedam
De Bekhmedam is een onvoltooide stuwdam in de Grote Zab, 60 km ten noordoosten van Arbil (Irak). De belangrijkste functie van de dam was om 1500 MW aan waterkracht te produceren, en om de watertoevoer van de rivier te reguleren. Voltooid zou de dam met een geplande hoogte van 230 m de hoogste van Irak zijn. De bouw van de dam begoon in 1979 maar werd stilgelegd tijdens de Irak-Iranoorlog. De werkzaamheden gingen verder in 1988 maar vielen weer stil in 1990, voor de Golfoorlog. Sinds 2003 onderneemt de Koerdistan Regionale Overheid pogingen om de dam te voltooien.